# Courlevon
Courlevon es una comuna suiza del cantón de Friburgo, situada en el distrito de See. Limita al norte con las comunas de Courgevaux y Münchenwiler (BE), al este con Cressier, al sur con Wallenried, y al oeste con Villarepos.

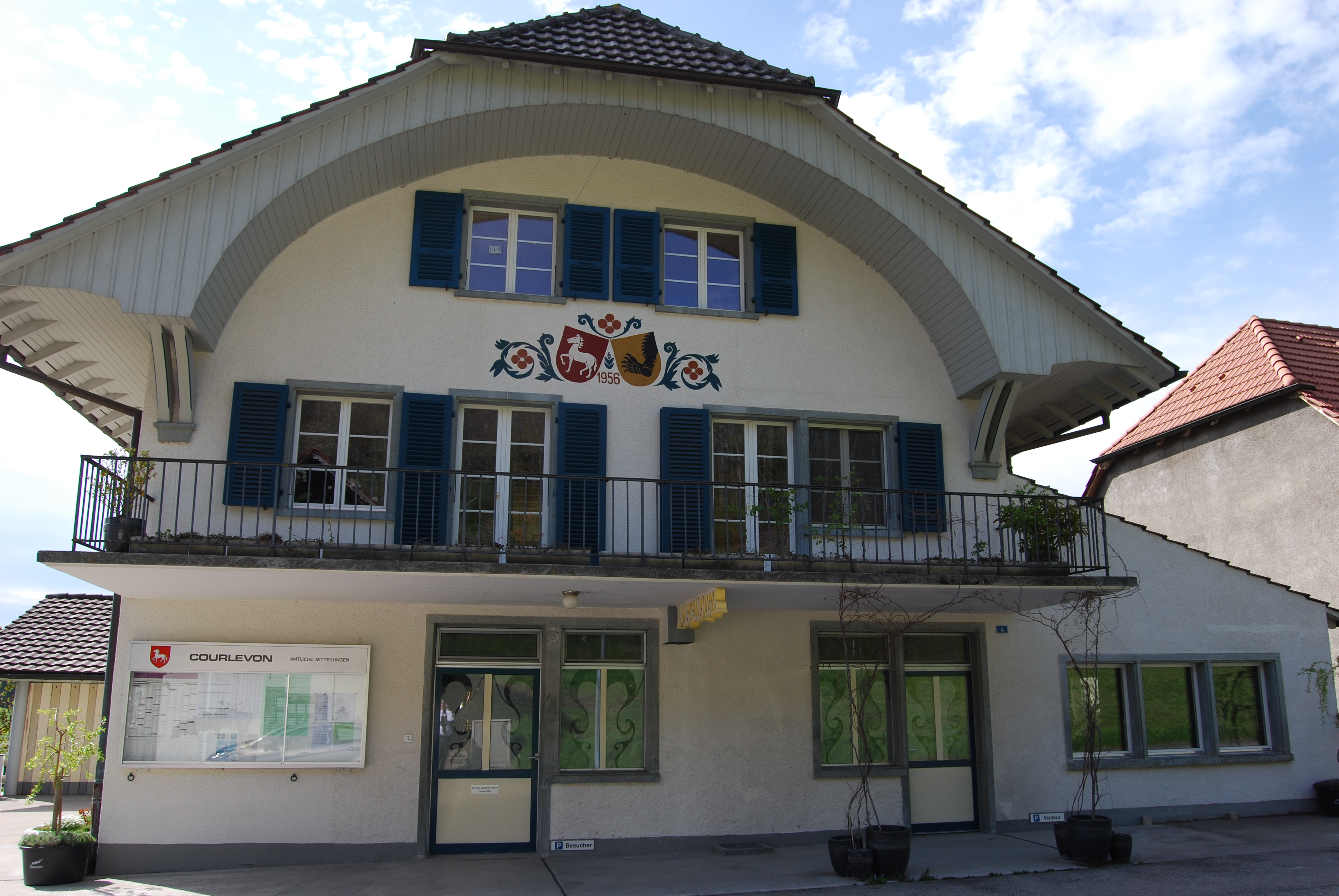
Courlivon